# 萨桑日
萨桑日（法語：Sassangy，法語發音：[sasɑ̃ʒi]）是法国索恩-卢瓦尔省的一个市镇，属于索恩河畔沙隆区。

## 地理
萨桑日（46°43'13"N, 4°38'22"E）面积6.25 平方千米，位于法国勃艮第-弗朗什-孔泰大區索恩-卢瓦尔省，该省份为法国中部省份，北起顺时针与科多尔省、汝拉省、安省、罗讷省、卢瓦尔省、阿列省和涅夫勒省接壤。
与萨桑日接壤的市镇（或旧市镇、城区）包括：圣埃莱娜、比塞苏克吕绍、比克西、塞尔索、蒙塔尼莱比克西。

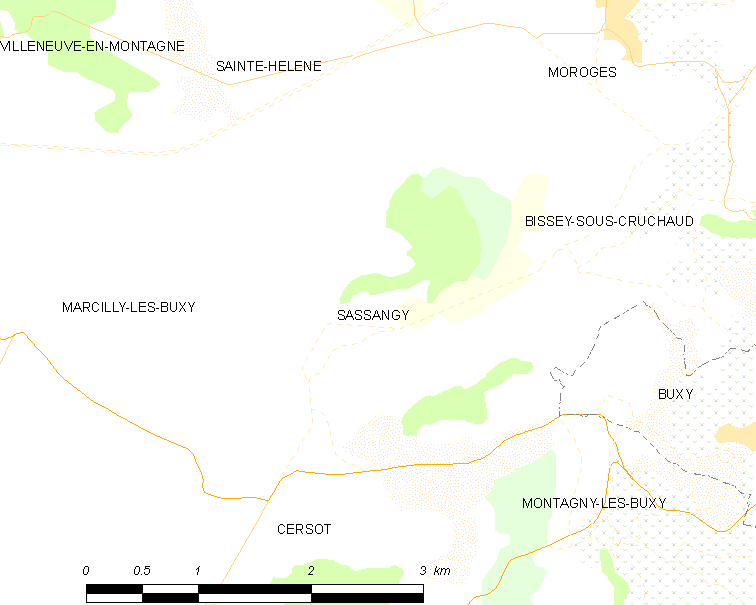
萨桑日的OSM定位图

萨桑日的时区为UTC+01:00、UTC+02:00（夏令时）。

## 行政
萨桑日的邮政编码为71390，INSEE市镇编码为71501。

## 政治
萨桑日所属的省级选区为日夫里县。

## 人口

1962-2008年间萨桑日人口变化图示

萨桑日于2022年1月1日时的人口数量为141人。